# Transennella galapagana
Transennella galapagana is een tweekleppigensoort uit de familie van de Veneridae. De wetenschappelijke naam van de soort is voor het eerst geldig gepubliceerd in 1939 door Hertlein & Strong.